# Kîzîmî, Teplîk
Kîzîmî (în ucraineană Кизими) este un sat în comuna Pohorila din raionul Teplîk, regiunea Vinnița, Ucraina.

## Demografie
Componența lingvistică a localității Kîzîmî
     Ucraineană (100%)
Conform recensământului din 2001, toată populația localității Kîzîmî era vorbitoare de ucraineană (100%).